# Var mans rätt
Var mans rätt är ett begrepp inom juridiken för de fall när en enskild medborgare har rätt att mot andra använda maktmedel som vanligtvis bara staten har rätt till.
I Sverige är det generellt förbjudet för enskilda att själva ta sig rätt, till exempel att med våld återta saker som man anser sig ha frånstulits. Grundregeln är att staten har våldsmonopol och att den som anser sig ha frånhänts något skall vända sig till statliga organ för att få rättelse. Emellertid finns det några speciella undantag från dessa regler. Lagtexten nedan nämner inledningsvis att ingen "självvilligt" (på egen hand) får ta tillbaka vad han frånstulits eller tappat. Därefter kommer undantagen från denna regel och det är dessa undantag som utgör så kallad laga självtäkt: om den som lagt sig till med egendomen är "lösker man" eller misstänkt att vilja rymma, så är det tillåtet för den bestulne att själv återta sin egendom. Detsamma gäller om stulet gods "å färsk gärning finnes". En gärning är "färsk" under lite längre tidsrymd än vad den är "bar". Om till exempel en kontinuerlig förföljelse av tjuven skett, så kan denne enligt lagtexten ändå av den bestulne frånhändas stöldgodset, eftersom gärningen då anses färsk. Man tillåter detta, därför att man anser att den korta tidsrymd som förflutit sedan stölden skedde ska ha omöjliggjort för tjuven att överlåta godset på någon som kanske är i god tro. Hade godset emellertid återtagits från tjuven på bar gärning så är det helt oproblematiskt ur juridisk synpunkt och täcks inte in i nedanstående lagtext. Stadgandet ifråga fanns intaget i 1734 års lag (Missgärningsbalken kap. 52, §1). När denna balk genom Strafflagens införande upphävdes, ville lagstiftaren ändå att stadgandet ifråga alltjämt skulle gälla, varför man i Strafflagens promulgationslag (lagen om införande av Strafflagen), bestämde att så skulle ske. Då Strafflagen 1964 ersattes av Brottsbalken upprepade lagstiftaren förfaringssättet, varigenom den gamla regeln blivit kvar trots att Missgärningabalken i övrigt sedan länge är upphävd.
I Brottsbalkens (SFS 1962:700) promulgationslag (SFS 1964:163) stadgas i 14 § att 16 § 6 punkten i 1864 års Strafflags promulgationsförordning (SFS 1864:11) alltjämt skall äga tillämpning. Den lyder: Ingen må självvilligt taga åter det han vidkännes, evad det är från honom stulet, eller han det tappat haver; utan lite befallningshavanden eller domaren därom till: dock må han det återtaga av den, som är lösker man eller misstänkt att vilja rymma, eller där stulet gods å färsk gärning finnes.